# Kuššaro
Kuššaro (japonsky 屈斜路湖, くっしゃろこ, [Kuššaroko]) je jezero v prefektuře Hokkaidó na východě stejnojmenného ostrova v Japonsku. Nachází se ve velké kaldeře na území Národního parku Akan. Má rozlohu 79,3 km². Dosahuje maximální hloubky 117,5 m. Leží v nadmořské výšce 121 m. Obvod jezera činí 57 km.

## Pobřeží
Na březích jsou termální prameny využívané jako koupaliště. Jsou porostlé lesy. Na jižní straně jezera se nachází poloostrov Wakoto.

## Ostrovy
Na jezeře se nachází velký zalesněný ostrov Nakadžima (中島), který je centrálním konusem kaldery.

## Vodní režim
Z jezera odtéká řeka Kuširo do Tichého oceánu. Kuššaro je největším japonským sladkovodním jezerem, které v zimě celé zamrzá. V ledu se pak objevují až desetikilometrové trhliny. Voda v jezeře je kyselá a téměř bez ryb.